# Акведук в Сеговии
Акведу́к в Сего́вии (лат. Aquae Atilianae, исп. Acueducto de Segovia) — древнеримский акведук, по которому вода поступала в испанский город Сеговия. Длина — 18 км. Имеет самый длинный мост из сохранившихся в Западной Европе. Построен, вероятно, около 50 г. н. э. Наиболее заметной частью, а потому и знаменитой, является арка, которая пересекает площадь Асогехо[уточнить] в городе. Дата строительства спорна (оценки расходятся от правления императора Веспасиана до начала правления императора Адриана). Занесён в список памятников Всемирного наследия ЮНЕСКО.

## Акведук
Акведук Сеговии доставляет воды источника Фуэнфриа, расположенного в горах в 17 километрах от города, в местечке под названием Ла-Асебеда. Он проходит более 15 километров, прежде чем добраться до города. Вода сначала собирается в цистерне, известной как Эль-Касерон, а затем по каменному каналу направляется во вторую башню (называемую Каса-де-Агуас), где её очищают и фильтруют. Затем он проходит 813 м (с уклоном в 1 %) до вершины Постиго (скалистого отрога, на котором был построен город вокруг Алькасара). До этого, на площади Диа-Санс, он делает резкий поворот и направляется к площади Асогехо[уточнить], где пересекает низину. В этом месте возведена аркада, являющая всё великолепие памятника. Самая высокая часть достигает 28 метров (с почти 6-метровым фундаментом) и имеет два порядка арок на колоннах. Всего аркада насчитывает 167 арок.

### Аркада
От места, где акведук заходит в город, до площади Пласа-де-Диа-Санс насчитывается 75 одинарных арок, а затем 44 двойных арки (то есть 88 арок), за которыми следуют ещё четыре одинарные арки. На первом участке акведука находится 36 остроконечных арок, восстановленных в XV веке для воссоздания части, разрушенной мусульманами в 1072 году. На верхнем этаже арки имеют пролёт 5,1 метров, при этом столбы ниже и толще, чем на нижнем этаже. Верхняя часть — мансарда, где протекает водоводный канал (с U-образным сечением 180×150 см). На нижнем этаже арки имеют пролёт около 4,5 метров, а колонны ступенями уменьшают своё сечение снизу вверх. При этом нижний этаж приспосабливается к неровностям местности; вершина колонна имеет сечение 1,8×2,5 метра, а в основании — 2,4×3 метра.
Акведук построен из гранитных блоков, не скреплённых между собой раствором. На трёх верхних арках находился картуш римского периода с бронзовыми буквами, в котором были написаны дата и имя мастера. Также сверху видны две ниши, по одной с каждой стороны акведука. Известно, что в одном из них был образ Геракла, который, согласно легенде, был основателем города. Во времена католических королей в этих двух нишах размещался образ Богоматери Кармельской (хотя многие ошибочно полагают, что это Богоматерь де-ла-Фуэнсисла, покровительница города) и Святой Себастьян. 4 декабря, в день Святой Варвары, покровителя артиллерийского корпуса, чья академия находится в Сеговии, курсанты флагом оборачивают образ Богородицы.
Во времена католических королей была проведена первая большая работа по реконструкции акведука. За работу отвечал настоятель близлежащего монастыря иеронимитов Эль-Парраль по имени Педро Меса. Тридцать шесть арок были перестроены с большим уважением к оригинальной работе. Позднее, в XVI веке, вышеупомянутые статуи Богоматери Кармельской и Святого Себастьяна были размещены в центральных нишах.
Аркада акведука является важнейшей архитектурной достопримечательностью города. Водопровод работал на протяжении веков, и, возможно, именно поэтому до сих пор он находится в идеальном состоянии. Почти до наших дней он снабжал водой город Сеговию, а точнее Алькасар. В последние годы его состояние заметно ухудшилось. Вызвано это, главным образом, загрязнением окружающей среды и эрозионными процессами самого гранита. Движение транспортных средств вблизи акведука (которое до 1992 года проходило между арками) и проведение концертов и музыкальных мероприятий у его основания также являются факторами, которые наносят ущерб памятнику. Чтобы гарантировать его сохранность, в течение почти восьми лет под руководством архитектора Франсиско Хурадо был проведен тщательный процесс реставрации. Однако памятник архитектуры всё ещё подвержен загрязнению, поскольку движение транспорта до сих пор проходит в непосредственной близости от него.

## Легенда
Существует легенда об акведуке в Сеговии, в которой говорится, что девушка каждый день поднималась на вершину горы и спускалась с кувшином, полным воды. Однажды, уставшая и обессиленная, она попросила демона соорудить приспособление, чтобы ей не приходилось каждый день ходить за водой вверх и вниз. Ночью ей явился демон и удовлетворил желание девушки в обмен на то, что, если ему удалось закончить акведук, прежде чем пропоёт петух, она отдаст ему свою душу. Девушка приняла это предложение, и демон начал строить акведук, и в этот момент девушка пожалела, что загадала желание. Как раз тогда, когда у него остался единственный камень, чтобы завершить строение, запел петух. Демон потерпел неудачу, а девушка сохранила свою душу. В отверстии, которое осталось незаполненным, теперь установлена статуя Богоматери Нуэстра-Сеньора-де-ла-Кабеса.